# Бард
Бардът е музикант, който създава и изпълнява свой собствен музикален материал.

## Британско начало
Бардът (на келтски bardos) е представител на третата каста на предримското жреческо съсловие у келтите – друидите. Бардовете са певци и поети, пазители на родовата памет, създатели на поеми и предания за вождове, богове и герои. Те водят преговори между благородническите фамилии и са съветници на аристокрацията. Техният цвят е синият. Главно тяхно средище в Британия е остров Ман.
През 15 век думата бард преминава от келтски на шотландски диалект и английски с пренебрежителното значение странстващ музикант. Съвременното значение на думата започва да се формира по време на романтизма.

## Съвременно значение
Днес бардове се наричат музиканти с авторски песни, занимаващи се с музика самостоятелно. Това са музиканти, които пишат текстовете и композират структурата на песните, които после изпълняват. Те често си акомпанират сами, докато трае цялата песен, обикновено използвайки китара или пиано. Има множество случаи на музиканти, които също пишат сами някои от своите песни, но въпреки това те биват наричани само певци.
Английският еквивалент на думата е singer-songwriter, което буквално означава „певец, който пише своите песни“. Френската дума за това понятие е auteur-compositeur-interprète, което означава „автор-композитор-певец“. Немският термин е Liedermacher. На руски е автор-исполнитель (автор-изпълнител). В България този тип музиканти се наричат още поети с китара.

## България

### Бардове
1. Пламен Ставрев
2. Хайгашод Агасян (Хайго)
3. Владимир Левков
4. Милена Очипалска
5. Димитър Христов
6. Гриша Трифонов (Гришата)
7. Петко Савов
8. Невен Кидеров
9. Пламен Сивов
10. Георги Климов
11. Татяна Йотова
12. Тодор Янкулов
13. Красимир Първанов (Пърси)
14. Виктор Макаров
15. Геновева Цандева
16. Славимир Генчев
17. Маргарита Друмева (Маргото)
18. Милен Тотев
19. Асен Масларски
20. Краси Йорданов (Див козел)
21. Христо Граматиков
22. Добри и Питкин
23. Димитър Цолов
24. Димитър Таралежков
25. Емил Ангелов (Брачеда)
26. Светослав Георгиев
27. Митко Динев
28. Светла Георгиева
29. Иво Георгиев
30. Владимир Стоянов
31. Ирена Жекова (Ире)
32. Вяра Иванова
33. Атанас П. Стоянов
34. Светлана Стоянова
35. Иван-Шанса

1. Славимир Генчев

### Групи
Понякога бардова музика се изпълнява и от повече от един изпълнител. Сред известните такива групи в Русия е „Белая гвардия“. Примери за англоезични бардовски групи са Civil Wars, Iron and Wine и други.
В България активно концертират следните групи, които изпълняват бардова музика:
1. Точка БГ (Пламен Сивов, Тодор Янкулов, Зорница Попова и Красимир Първанов)
2. Дует Келтик (Геновева Цандева и Бойко Иванов)
3. Дует Ша-Ша (Гергана Добрева и Светослав Колев – Цвъри)
4. Велизар Ванков (Валдес) и Иван Дракалиев
5. Добри и Питкин (Добрин Атанасов и Светозар Колев)
6. Мискините (Добрин Атанасов, Светозар Колев, Андро Стубел)
7. ЛаТекст (Елена Пенева, Петър Чухов, Иван Вълев, Гриша Маникатов)

### Фестивали
1. Поетични струни – Харманли
2. Летни празници на изпятата поезия „Солени ветрове" – Бургас. Международен фестивал.
3. Бардфест – Ловеч
4. Морски струни – Несебър
5. Национална среща „Шумен бард“ – Шумен
6. Авторска бардова песен – София (читалище „Св. св. Кирил и Методий 1924“)
7. Черният пясък – Поморие
8. Софийски вечери на авторската песен – София (читалище „Николай Хайтов“)
9. Вечери на изпятата поезия – София (Столична библиотека и Съюзът на българските писатели)
10. Sofia Singer-Songwriter Fest (SSSF, от 2017 г.)
11. Международен бардфест „Велики Преслав“ – Велики Преслав
12. Есенни бардове – Разград
13. Национален фестивал за изпята поезия – Нови Пазар (от 2022 г.)
14. Средногорски струни – Панагюрище (от 2022 г.)[3]